# Brian Locking
Brian Locking (Grantham, 22 de diciembre de 1938 – North Wales, 8 de octubre de 2020) fue un músico y compositor británico, reconocido por su participación en las bandas The Wildcats en 1956 y The Shadows entre 1962 y 1963. Durante su carrera con esta última agrupación, Locking registró una aparición con Cliff Richard en el largometraje musical Summer Holiday. El músico grabó y salió de gira con otros artistas como Gene Vincent, Eddie Cochran, Joe Brown, Conway Twitty, Donovan y Brenda Lee.
Luego de sufrir parálisis facial periférica, Locking falleció en un hospital de North Wales el 8 de octubre de 2020 a los 81 años.

## Discografía

### Con The Shadows
- 1962 - Out of the Shadows
- 1964 - Dance with the Shadows